# Franco Pardo
Franco Emanuel Pardo (Córdoba, Argentina; 5 de abril de 1997) es un futbolista argentino. Juega como marcador central y su primer equipo fue Belgrano de Córdoba. Actualmente milita en Racing de la Liga Profesional.

## Trayectoria
Pardo empezó su carrera jugando por Belgrano en mayo de 2017, haciendo su debut profesional el 8 de mayo de visita en la victoria contra Vélez Sarsfield sustituyendo a Matías Suárez. Después de una lesión en la rodilla, Pardo regresó al primer-conjunto de primer equipo "Pirata" en mayo de 2019 para un partido de la Copa Argentina contra Deportivo Riestra.
En agosto de 2023, se convirtió en refuerzo de Unión de Santa Fe de la Liga Profesional, y firmó contrato por 18 meses.

## Clubes
- Actualizado al 19 de agosto de 2025

| Club                       | Div.                | Temporada           | Liga | Liga | Copa Nacional | Copa Nacional | Copa Internacional | Copa Internacional | Total | Total |
| Club                       | Div.                | Temporada           | PJ   | G    | PJ            | G             | PJ                 | G                  | PJ    | G     |
| -------------------------- | ------------------- | ------------------- | ---- | ---- | ------------- | ------------- | ------------------ | ------------------ | ----- | ----- |
| Belgrano Argentina         | 1.ª                 | 2016/17             | 1    | 0    | 0             | 0             | -                  | -                  | 1     | 0     |
| Belgrano Argentina         | 1.ª                 | 2017/18             | 0    | 0    | 0             | 0             | -                  | -                  | 0     | 0     |
| Belgrano Argentina         | 1.ª                 | 2018/19             | 0    | 0    | 1             | 0             | -                  | -                  | 1     | 0     |
| Belgrano Argentina         | 2.ª                 | 2019/20             | 0    | 0    | 0             | 0             | -                  | -                  | 0     | 0     |
| Belgrano Argentina         | 2.ª                 | 2020                | 7    | 0    | 0             | 0             | -                  | -                  | 7     | 0     |
| Belgrano Argentina         | Total               | Total               | 8    | 0    | 1             | 0             | -                  | -                  | 9     | 0     |
| Estudiantes (RC) Argentina | 2.ª                 | 2021                | 32   | 2    | 2             | 0             | -                  | -                  | 34    | 2     |
| Estudiantes (RC) Argentina | Total               | Total               | 32   | 2    | 2             | 0             | -                  | -                  | 34    | 2     |
| Palestino · Chile          | 1.ª                 | 2022                | 27   | 0    | 2             | 0             | -                  | -                  | 29    | 0     |
| Palestino · Chile          | Total               | Total               | 27   | 0    | 2             | 0             | -                  | -                  | 29    | 0     |
| All Boys Argentina         | 2.ª                 | 2023                | 26   | 1    | 2             | 0             | -                  | -                  | 28    | 1     |
| All Boys Argentina         | Total               | Total               | 26   | 1    | 2             | 0             | -                  | -                  | 28    | 1     |
| Unión Argentina            | 1.ª                 | 2023                | -    | -    | 7             | 1             | -                  | -                  | 7     | 1     |
| Unión Argentina            | 1.ª                 | 2024                | 26   | 2    | 12            | 2             | -                  | -                  | 38    | 4     |
| Unión Argentina            | 1.ª                 | 2025                | 17   | 0    | 2             | 0             | 6                  | 0                  | 25    | 0     |
| Unión Argentina            | Total               | Total               | 43   | 2    | 21            | 3             | 6                  | 0                  | 70    | 5     |
| Racing Argentina           | 1.ª                 | 2025                | 2    | 0    | 1             | 0             | 2                  | 1                  | 5     | 1     |
| Racing Argentina           | Total               | Total               | 2    | 0    | 1             | 0             | 2                  | 1                  | 5     | 1     |
| Total en su carrera        | Total en su carrera | Total en su carrera | 138  | 5    | 29            | 3             | 8                  | 1                  | 175   | 9     |